# Remington Arms
Remington Arms je ameriško orožarsko podjetje s sedežem v Madisonu v zvezni državi Severna Karolina.

## Zgodovina
Podjetje je leta 1816 ustanovil ameriški podjetnik in izumitelj Eliphalet Remington. Pri 23 letih je naredil svojo prvo puško, ki jo je sestavil iz kupljenega sprožilnega mehanizma in cevi, ki jo je skoval sam. Do takrat je delal v domači kovačiji, ki sta jo ustanovila skupaj z očetom in, v kateri sta kovala poljedelsko orodje. 
Zaradi velikega zanimanja za njegovo puško se je Eliphalet odločil, da jo bo začel serijsko izdelovati. Sprva je puško izdeloval v očetovi delavnici, po očetovi smrti, leta 1828, pa je prevzel kovačijo in iz nje ustanovil podjetje E. Remington and Sons. Sprva je v podjetju izdeloval le puške, kasneje pa je začel izdelovati tudi kratkocevno orožje. Zaradi ameriško-mehiške vojne je v ZDA naraslo povpraševanje po orožju, zaradi česar je Remington dobil pogodbo za dobavo ročnega strelnega orožja. V podjetju so se zaposlili tudi vsi trije njegovi sinovi. 
Leta 1856 je podjetje spet začelo proizvajati kmetijsko orodje, vendar je izbruh ameriške državljanske vojne ustavil tovrstno dejavnost, saj je država spet potrebovala večje količine orožja. Med vojno je podjetje prevzel Eliphaletov najstarejši sin, Philo Remington. Pod njim je se je podjetje še razširilo in leta 1865 postalo delniška družba. Leta 1873 je razširilo svoj obseg delovanja in začelo izdelovati pisalne, šivalne stroje in druge naprave. Leta 1886 je Philo licenco za izdelovanje strojev prodal skupaj z imenom. Tako je postalo podjetje, ki je izdelovalo pisalne stroje imenovano Remington Rand, orožarsko podjetje pa se je preimenovalo v Remington Arms Company. 
Leta 1888 je podjetje Remington Arms kupila firma Marcus Hartley and Partners, trgovska veriga s športnimi rekviziti, ki je imela v lasti tudi tovarno za izdelavo streliva, Union Metallic Cartridge Company v  Bridgeportu v ameriški zvezni državi Connecticut. Ta tovarna je kasneje postala sedež Remingtonovega oddelka za izdelavo streliva. 
Leta 1912 sta se Remington in Union Metallic Cartridge združila v eno podjetje, imenovano Remington UMC. Remington še danes proizvaja strelivo z blagovno znamko U.M.C.. Leta 1915 so tovarno v Ilionu razširili, v njej pa še danes proizvajajo strelivo.
Tik pred prvo svetovno vojno je več držav antante (med njimi Francija, Združeno kraljestvo in carska Rusija) naročilo orožje pri Remingtonu. Sprva so v podjetju izdelovali puške M1916 Berthier, Pattern 1914 Enfield ter Mosin-Nagant Model 1891, po izbruhu vojne pa so svojo linijo še razširili. 
Po ruski revoluciji je podjetje zašlo v težave, saj je carska oblast najprej odlašala s plačilom izdelanega orožja, kasneje pa so boljševiki po prevzemu oblasti preklicali naročilo. Izdelano orožje je nato, da bi preprečila bankrot podjetja odkupila vlada ZDA. 
Po vojni se je podjetje usmerilo v izdelavo športnega in lovskega orožja, kar je podjetju zagotovilo dokaj stabilno prihodnost v času velike depresije. 
Ravno v tem času pa je podjetje Remington kupila korporacija DuPont, ki je izdelovala in razvijala nove vrste smodnika. Leto kasneje pa je Remington kupil podjetje Peters Cartridge Company, ki je bilo specializirano za izdelavo nabojev, kar je nakazovalo širjenje podjetja v tej smeri.
Leta 1940 je podjetje Remington dobilo ponudbo od ameriške vojske za povečanje proizvodnje streliva, kar je vodilo v ustanovitev podjetij Lake City Arsenal in Denver Ordnance, kasneje pa še treh novih, ki so bile sicer v lasti ameriške vlade, nadzoroval in upravljal pa jih je Remington. Poleg streliva je Remington med drugo svetovno vojno za vojsko izdeloval tudi orožje. Med najbolj znanimi izdelki te tovarne so prav gotovo repetirka M1903A3 Springfield.
Leta 1970 je Remington zaprl obrat za izdelavo streliva v Bridgeportu v Connecticutu in namesto njega odprl povsem novo tovarno v Lonoki v Arkansasu. Lonoko so izbrali zaradi strateške lege, saj leži sredi območja, kjer je strelski šport najbolj razširjen. Leto kasneje je Remington v Atenah, v ameriški zvezni državi Georgia odprl še obrat za izdelavo glinastih golobov.
Leta 1993 je DuPont podjetje Remington prodal investicijski družbi Clayton, Dubilier, and Rice, (CD&R).
6. aprila 2007 je bilo objavljeno, da bo podjetje za 118 milijonov dolarjev kupil Cerberus Capital Management. Podjetje naj bi šlo v prodajo zaradi dolgov in, ker v letih 2003−2005 ni ustvarilo dobička. 